# Bataille de La Bassée
Première Guerre mondiale
Batailles
Front d'Europe de l’Ouest
- Liège (8-1914)
- Namur (8-1914)
- Frontières (8-1914)
- Anvers (9-1914)
- Grande Retraite (9-1914)
- Marne (9-1914)
- Course à la mer (9-1914)
- Yser (10-1914)
- Messines (10-1914)
- Ypres (10-1914)
- Givenchy (12-1914)
- 1re Champagne (12-1914)
- Hartmannswillerkopf (1-1915)
- Neuve-Chapelle (3-1915)
- 2e Ypres (4-1915)
- Colline 60 (4-1915)
- Artois (5-1915)
- Festubert (5-1915)
- Quennevières (6-1915)
- Linge (7-1915)
- 2e Artois (9-1915)
- 2e Champagne (9-1915)
- Loos (9-1915)
- Verdun (2-1916)
- Redoute Hohenzollern (3-1916)
- Hulluch (4-1916)
- 1re Somme (7-1916)
- Fromelles (7-1916)
- Arras (4-1917)
- Vimy (4-1917)
- Chemin des Dames (4-1917)
- 3e Champagne (4-1917)
- 2e Messines (6-1917)
- Passchendaele (7-1917)
- Cote 70 (8-1917)
- 2e Verdun (8-1917)
- Malmaison (10-1917)
- Cambrai (11-1917)
- Bombardements de Paris (1-1918)
- Offensive du Printemps (3-1918)
- Lys (4-1918)
- Aisne (5-1918)
- Bois Belleau (6-1918)
- 2e Marne (7-1918)
- 4e Champagne (7-1918)
- Château-Thierry (7-1918)
- Le Hamel (7-1918)
- Amiens (8-1918)
- Cent-Jours (8-1918)
- 2e Somme (9-1918)
- Bataille de la ligne Hindenburg
- Meuse-Argonne (10-1918)
- Cambrai (10-1918)

Front italien
Front d'Europe de l’Est
Front des Balkans
Front du Moyen-Orient
Front africain
Bataille de l'Atlantique
La bataille de La Bassée se déroula durant la Première Guerre mondiale dans le nord de la France à l'automne 1914 et fait partie de la course à la mer.

## Ordre de bataille
- Royaume-Uni (Corps expéditionnaire britannique) :
  - 2e brigade de cavalerie du Première division de cavalerie britannique ; Division Lahore.
- Empire allemand (Deutsches Heer) :
  - 4e armée et 6e armée allemande.

## Déroulement de la bataille
Avant que Lille ne soit sécurisée par les Britanniques, la 6e armée allemande s'était emparée de la ville pendant que la 4e armée attaquait le flanc britannique à Ypres. Les Britanniques durent donc reculer et l'armée allemande occupa La Bassée et Neuve-Chapelle.
Vers le 15 octobre, les Britanniques reprirent l'initiative ainsi que la ville de Givenchy. Toutefois, ils échouèrent dans la reconquête de La Bassée. Pendant ce temps, les troupes allemandes trouvaient des renforts et attaquaient à nouveau. Grâce à l'arrivée de la division Lahore du Corps indien, les Britanniques repoussèrent l'attaque jusqu'à début novembre avant que la ligne ne se stabilise et que le combat se déroule désormais du côté d'Ypres.